# David Allardyce Webb
David Allardyce Webb (Dublino, 12 agosto 1912 – Oxford, 26 settembre 1994) è stato un botanico irlandese.

## Opere
- Ha pubblicato "Una flora Irlandese"  An Irish Flora.
- 1948, Notes Preliminary to a Revision of the Irish Dactyloid Saxifrages, Proc. Royal Irish Academy 51 (B): 16
- D. A. Webb, M. J. P. Scannell., 1983, Flora of Connemara and the Burren, Ed. Cambridge Univ Pr. ISBN 0-521-23395-X

| D.A.Webb è l'abbreviazione standard utilizzata per le piante descritte da David Allardyce Webb. Consulta l'elenco delle piante assegnate a questo autore dall'IPNI. |

| Controllo di autorità | VIAF (EN) 100287595 · ISNI (EN) 0000 0000 8403 4718 · LCCN (EN) n81094065 · GND (DE) 172444128 · BNF (FR) cb12332308n (data) · J9U (EN, HE) 987007278450905171 · CONOR.SI (SL) 206495587 |